# Mon (Indien)
Mon ist eine Stadt im indischen Bundesstaat Nagaland.
Die Stadt ist Hauptort des Distrikts Mon. Mon hat den Status eines Town Committees.  Die Stadt ist in 11 Wards gegliedert. Sie hatte am Stichtag der Volkszählung 2011 26.328 Einwohner, von denen 13.733 Männer und 12.595 Frauen waren. Christen bilden mit einem Anteil von über 92 % die Mehrheit der Bevölkerung in der Stadt. Hindus bilden eine Minderheit von über 4 %. Die Alphabetisierungsrate lag 2011 bei 86,0 % und damit deutlich über dem nationalen Durchschnitt. 93,3 % gehören den Scheduled Tribes an.